# Syndrome de la maladie post-orgasmique
 Mise en garde médicale
Le syndrome de la maladie post-orgasmique (SMPO, ou en anglais, POIS - postorgasmic illness syndrome), aussi nommé syndrome de malaise post-éjaculatoire (SMPE), est un état pathologique rare, affectant les individus de sexe masculin, caractérisé par des troubles physiques et mentaux qui surviennent juste après l'orgasme et qui peuvent durer entre quelques heures et plusieurs jours,,. Le phénomène est décrit pour la première fois en 2002. La théorie la plus aboutie pour expliquer la maladie est une réaction immunitaire du malade à son propre sperme, le déclencheur de la maladie serait alors plutôt l'éjaculation que l'orgasme dans son ensemble.

## Symptômes
Les symptômes apparaissent habituellement dans la demi-heure suivant l'orgasme et se dissipent après quelques jours,. L'individu ressent des symptômes mentaux ou physiques. Les symptômes mentaux les plus communs incluent dysfonctionnement cognitif, malaise intense, irritabilité, anxiété, besoin de se reposer, susceptibilité au stress du système nerveux (ex. : rhume), humeur dépressive, et difficultés à communiquer, à trouver ses mots, à lire et retenir des informations, à se concentrer et à socialiser,,,. Les symptômes physiques incluent une fatigue sévère, des maux de tête moyens à sévères, un syndrome grippal et des symptômes de type allergique, tels que des éternuements, des yeux qui piquent (conjonctivite), une rhinite et une myalgie,. Les individus affectés peuvent aussi ressentir une chaleur ou un froid intense,.

## Diagnostic
Marcel Waldinger déclare que cet état pathologique est susceptible d'être attribué, à tort, à des facteurs psychologiques ou à de l'hypocondrie. Dans une étude de cas publiée en 2010 dans le British Medical Journal, Dexter fait le lien entre une forme de céphalée coïtale et le syndrome de la maladie post-orgasmique et fait référence à un forum internet sur lequel de très nombreux malades ont détaillé leur état pathologique. Le patient de Dexter présentait un faible taux de progestérone.

## Traitement
Les hommes affectés ont tendance à éviter les activités sexuelles, et en particulier les orgasmes, ou alors planifient ceux-ci à des moments où ils savent qu'ils auront la possibilité de se reposer durant les jours suivants, de manière à pouvoir récupérer. Deux hommes ont été traités en utilisant des techniques d'hyposensibilisation pour lutter contre une allergie à leur propre sperme. Un homme, qui a présenté des symptômes durant 27 ans, est traité à la noréthistérone, une demi-heure avant et dans les dix minutes suivant l'orgasme.

## Physiopathologie
En 2011, Marcel Waldinger et ses collaborateurs ont caractérisé le syndrome de manière plus précise en le décrivant comme un mécanisme immunologique spécifique et ont testé leur hypothèse en soumettant à une étude 45 hommes néerlandais de type caucasien. Cette étude a conclu qu'une allergie (type 1 et type 4) des hommes à leur propre sperme contribue aux symptômes de la maladie.
Dexter conjecture que la maladie pourrait être causée par un manque de progestérone, un stéroïde neuroactif puissant, ou par un défaut dans la synthèse des précurseurs des stéroïdes neuroactifs. Dans ce dernier cas, un même traitement pourrait ne pas être efficace pour différents patients. Différents patients pourraient avoir des précurseurs manquants différents mais qui entraîneraient une carence du même stéroïde neuroactif, provoquant des symptômes similaires.
Un chercheur suggère que les symptômes pourraient être produits par une réaction auto-immune contre n'importe laquelle des diverses hormones et autres substances sécrétées pendant et après une activité sexuelle. Un autre suggère que des déséquilibres chimiques dans le cerveau pourraient causer les symptômes. Il est difficile de démontrer un lien de cause à effet à partir des comptes rendus des patients. La première activité sexuelle peut préparer le terrain à une attaque d'asthme associée ou aggraver un état asthmatique préexistant.  Les stimuli émotionnels intenses générés pendant un rapport sexuel peuvent engendrer un déséquilibre du système nerveux autonome avec une réaction parasympathique exagérée, causant la libération de médiateurs des mastocytes, ce qui provoque dans certains cas un asthme post-coïtal ou une rhinite chez ces patients.

## Épidémiologie
Aux États-Unis, le syndrome de la maladie post-orgasmique, appelée post-orgasmic illness syndrome (POIS) en anglais, est reconnu comme un trouble rare par le NIH (National Institutes of Health, Office of Rare Diseases Research). Il est aussi listé dans la base de données du NORD (National Organization for Rare Disorders) et sur le portail Orphanet des maladies rares et des médicaments orphelins.